# Svenska sågverksindustriarbetareförbundet
Svenska sågverksindustriarbetareförbundet var ett svenskt fackförbund inom Landsorganisationen (LO) som bildades 1891 som Svenska sågverks- och brädgårdsarbetareförbundet och namnändrades 1900 till Svenska sågverksindustriarbetareförbundet. Det uppgick 1948 i Svenska träindustriarbetareförbundet. 

## Historia
- 1885 bildades Hudiksvalls sågverksarbetarefackförening som var den första inom yrkesområdet.
- 1891 tog Gävle brädgårdsarbetarefackförening initiativ till att bilda Svenska sågverks- och brädgårdsarbetareförbundet. Fyra fackföreningar bildade förbundet och utsåg Per Lindberg till ordförande. Man hade emellertid en svag organisation utan några medlemmar på sågverken norr om Söderhamn.
- 1896 hade, trots agitation, förbundet nästan helt tynat bort.
- 1897 reorganiserades förbundet på en konferens i Gävle och en agitator anlitades för att organisera sågverken i Norrland.
- 1900 ändrades namnet till Svenska sågverksindustriarbetareförbundet.
- 1909 deltog förbundet i storstrejken vilket ledde till 60 procents medlemsförlust.
- 1920 bildades Svenska pappersindustriarbetareförbundet och 4000 medlemmar sökte sig dit.
- 1921 gjordes en överenskommelse med Svenska skogs- och flottningsarbetareförbundet att detta skulle organisera skogsarbetare i Dalarna och Norrland utom Gävleborgs län och Sågverksindustriarbetareförbundet de söder därom.
- 1923 hade förbundet 27293 medlemmar. [1]
- 1925 bildades Trä- och pappersindustriarbetarekartellen tillsammans med två andra fackförbund.
- 1934 överfördes drygt 10000 skogsarbetare till Svenska skogs- och flottningsarbetareförbundet.
- 1944 inrättades en arbetslöshetskassa.
- 1948 slogs förbundet samman med Svenska träindustriarbetareförbundet som tillfördes 18588 medlemmar. Skiljeställsarbetarna överfördes till Svenska skogs- och flottningsarbetareförbundet.